# Цирконат-титанат свинца

Элементарная кристаллическая ячейка соединения со структурой перовскита при температурах выше и ниже точки Кюри

Фазовая диаграмма состояния твёрдого раствора цирконата-титаната свинца

Поляризационные петли гистерезиса сегнетотвёрдого и сегнетомягкого ЦТС.
– напряжённость внешнего электрического поля,
– удельная поляризация.

Циркона́т-титана́т свинца́ (ЦТС) — твёрдый раствор титаната свинца и цирконата свинца с общей формулой {\displaystyle {\ce {Pb(Zr_{x}Ti_{1-x})O3}}}, сегнетоэлектрик.
Титан и цирконий ввиду схожести их химических свойств могут замещать друг друга в кристаллической решётке ЦТС, при таком замещении изменяются свойства. Наиболее полезными с точки зрения сегнетоэлектрических свойств являются твёрдые растворы по составу близкие к так называемой морфотропной границе, около x = 0,52. Также модификация свойств возможна за счет замещения в твёрдом растворе атомов свинца атомами стронция и бария.

## Кристаллическая структура
Цирконат-титанат свинца, как и очень похожий на него титанат бария обычно кристаллизуются в кристаллической структуре типа перовскита.
Атомы свинца расположены в вершинах куба, шесть атомов кислорода образуют гранецентрированную кубическую решётку, а один атом титана или циркония является псевдообъемноцентрированным в элементарной кристаллической ячейке. Псевдообъемноцентрированнсть означает, что атом титана или циркония находится в центре элементарной ячейки при темперературе выше сегнетоэлектрической температуры Кюри, но немного смещается от этого положения при температуре ниже температуры Кюри, от этого кристаллическая ячейка получает дипольной момент и кристалл обретает пьезоэлектрические свойства. Изменяя соотношение титан/цирконий в соединении можно изменять температуру Кюри в диапазоне от 230°C до 500 °C (см. фазовую диаграмму ЦТС). При содержании титана менее примерно 6 % (то есть при x > 0,94) ЦТС становится антисегнетоэлектриком.
Свойства ЦТС могут дополнительно изменяться путем легирование иными химическими элементами. Легированием можно получить так называемй «твердый» или «мягкий» сегнетоэлектрик отличающийся кривыми сегнетоэлектрического гистерезиса. Мягкие сегнетоэлектрики характеризуются высокой остаточной поляризацией, но они изменяют направления поляризации при более низкой напряженности внешнего электрического поля, это поле называют коэрцитивной напряженностью. Твердые сегнетоэлектрики имеют бо́льшую коэрцитивную напряженность и в таком материале труднее («жестче») изменить спонтанную поляризацию на противоположную с помощью внешнего электрического поля.

## Применение
Широко используется в виде поляризованной пьезокерамики благодаря своим высоким пьезоэлектрическим свойствам для создания пьезоэлектрических излучателей
Материал имеет чрезвычайно большую относительную диэлектрическую проницаемость при составе на границе морфотропной фазы, то есть при x = 0,52, и может варьироваться от 300 до 20000 в зависимости от кристаллографической ориентации и легирования, поэтому используется в качестве диэлектрика керамических конденсаторов.
Также используется в качестве запоминающей среды в устройствах сегнетоэлектрической оперативной памяти .
Используется для изготовления очков, защищающих глаза пилотов от вспышки ядерного взрыва.